# Tore Thorén
Tore Thorén, född Tore Lill-Viktor Thorén 14 juni 1918 i Göteborg, död 3 november 1990 i Göteborg, var en svensk skådespelare.

## Biografi
Thorén studerade vid Göteborgs Handelsinstitut 1937 och genomgick teaterutbildning hos bland andra Gösta Terserus. Han var engagerad vid Lilla Teatern i Helsingfors, Riksteatern, Folkets hus teater i Göteborg och därefter vid Norrköping-Linköping stadsteater. Han innehade bland annat huvudrollen i Charleys tant i regi av Carl-Axel Heiknert på Folkets hus teater i Göteborg 1955.
Han var son till skådespelaren Victor Thorén och far till musikern Tony Thorén i gruppen Eldkvarn. Tore Thorén är begravd på Östra kyrkogården i Göteborg.

## Filmografi i urval
- 1943 – Natt i hamn
- 1943 – En vår i vapen
- 1943 – Örlogsmän
- 1944 – Vår Herre luggar Johansson
- 1945 – Sussie
- 1947 – Supé för två
- 1947 – Pikajuna pohjoiseen (i Sverige under namnet Tåg norrut, med premiär 1952)
- 1949 – Kärleken segrar
- 1964 – Svenska bilder

## Teater

### Roller (ej komplett)
| År   | Roll                  | Produktion                                                         | Regi             | Teater                           |
| ---- | --------------------- | ------------------------------------------------------------------ | ---------------- | -------------------------------- |
| 1944 |                       | Vår väg mot framtiden Rudolf Värnlund                              | Ingrid Luterkort | Dramatikerstudion                |
| 1958 |                       | Spöket på Canterville Oscar Wilde                                  | Åke Edin         | Riksteatern                      |
| 1960 | Ross Barnett          | Äktenskapskarusellen Leslie Stevens                                | Gustaf Molander  | Lisebergsteatern                 |
| 1960 | Kurt                  | Det brinnande spjutet Tore Zetterholm                              | Lars Barringer   | Norrköping-Linköping stadsteater |
| 1960 | Oronte                | Äktenskapsskolan Molière                                           | Rune Carlsten    | Norrköping-Linköping stadsteater |
| 1961 | Överste Redfern       | Se dig om i vrede John Osborne                                     | Lars Barringer   | Norrköping-Linköping stadsteater |
| 1961 | Allerts               | Christina August Strindberg                                        | John Zacharias   | Norrköping-Linköping stadsteater |
| 1961 | Den rödbrusige        | Nattkyparen Vilhelm Moberg                                         | John Zacharias   | Norrköping-Linköping stadsteater |
| 1961 | Monsieur Tépan        | Picknick på slagfältet Fernando Arrabal                            | Sture Ericson    | Norrköping-Linköping stadsteater |
| 1961 |                       | Folk och rövare i Kamomilla stad Thorbjørn Egner och Bjarne Amdahl | Bertil Norström  | Norrköping-Linköping stadsteater |
| 1961 | Domprosten            | Markurells i Wadköping Hjalmar Bergman                             | Rune Carlsten    | Norrköping-Linköping stadsteater |
| 1962 | Stanislaus Brannigan  | Hederligt folk Paul Vincent Carroll                                | Bertil Norström  | Norrköping-Linköping stadsteater |
| 1962 | Soldignac             | Fruar på vift Georges Feydeau                                      | Lars Barringer   | Norrköping-Linköping stadsteater |
| 1962 | Snickaren             | Andorra Max Frisch                                                 | Lars Barringer   | Norrköping-Linköping stadsteater |
| 1962 |                       | Kungens paket Staffan Tjerneld och Alf Henrikson                   | Öllegård Wellton | Norrköping-Linköping stadsteater |
| 1962 | Direktör Edling       | Min kära är en ros Bo Sköld                                        | Sture Ericson    | Norrköping-Linköping stadsteater |
| 1963 | Bernardo              | Hamlet William Shakespeare                                         | Lars Barringer   | Norrköping-Linköping stadsteater |
| 1963 | Al Miller             | I hemligaste laget Arthur Watkyn                                   | Sture Ericson    | Norrköping-Linköping stadsteater |
| 1963 | Glasmästaren          | Ett drömspel August Strindberg                                     | Olof Molander    | Norrköping-Linköping stadsteater |
| 1964 |                       | Antigone Sofokles                                                  | Olof Molander    | Norrköping-Linköping stadsteater |
| 1964 | Escartefigue          | Marius Marcel Pagnol                                               | Bertil Norström  | Norrköping-Linköping stadsteater |
| 1964 | Ferapont              | Tre systrar Anton Tjechov                                          | Lars Barringer   | Norrköping-Linköping stadsteater |
| 1965 | Pastor Samuel Gardner | Mrs Warrens yrke George Bernard Shaw                               | Sture Ericson    | Norrköping-Linköping stadsteater |